# Отрада (Московская область)
Отрада — деревня в Клинском районе Московской области, в составе Нудольского сельского поселения. Население — 24 чел. (2010). До 2006 года Отрада входила в состав Малеевского сельского округа.
Деревня расположена в южной части района, примерно в 10 км к югу от райцентра Клин, на безымянном ручье, левом притоке реки Катыш (правый приток Истры), высота центра над уровнем моря 193 м. Ближайшие населённые пункты — Михайловское на севере и Стрелково на юге. У восточной окраины проходит региональная автодорога 46К-0170 Московское большое кольцо — Белозерки.

## Население
| 2002 | 2006 | 2010 |
| ---- | ---- | ---- |
| 11   | ↗36  | ↘24  |

## Известные жители
В селе родились:
- Осип Иванович Сомов (1815—1876) — русский математик и механик, академик Императорской Санкт-Петербургской Академии наук.
- Андрей Иванович Сомов (1830—1909) — русский искусствовед и музейный деятель.